# Arthur G. Robertson
Arthur G. Robertson (1879 - ?) was een Brits waterpolospeler.
Arthur G. Robertson nam mogelijk deel aan de Olympische Spelen; in 1900.  
Robertson speelde voor de club Osborne Swimming Club.